# The Question Is What Is the Question
The Question Is What Is The Question – pierwszy singel zespołu Scooter z albumu Jumpin’ All Over the World wydany 10 sierpnia 2007. Teledysk do utworu przedstawia tancerzy wykonujących różne tricki w rytm muzyki jumpstyle – stylu zespołu. Piosenka ta pojawiła się też na wspomnianym wyżej albumie.
1. The Question Is What Is the Question (Radio Edit) 3:46
2. The Question Is What Is the Question ('A Little Higher' Club Mix) 6:01
3. The Question Is What Is the Question (Extended Mix) 5:50
4. The Fish Is Jumping 3:52